# Extremadura
Extremadura (asztur-leóni nyelven Estremadura, extremaduraiul Estremaúra, fala nyelven Extremaúra) autonóm közösség (comunidad autónoma) és történelmi tájegység Spanyolország délnyugati részén, Északról Kasztília és León, Kelet felől Kasztília-La Mancha, Délről pedig Andalúzia határolja; székhelye Mérida. Nevének jelentése ’A szélső terület’. A lakosság egy része, a tartomány északi csücskében az extremadurai nyelvet beszéli (estremeñu), amely átmenetet képez az andalúz nyelvjárás és az asztúriai–leóni dialektusok között. Egy aprócska völgyben, a Jálamában (Xálama) néhány ezer ember beszéli a fala nyelvet is, amely a gallego és portugál nyelvekhez áll legközelebb.

## Közigazgatás

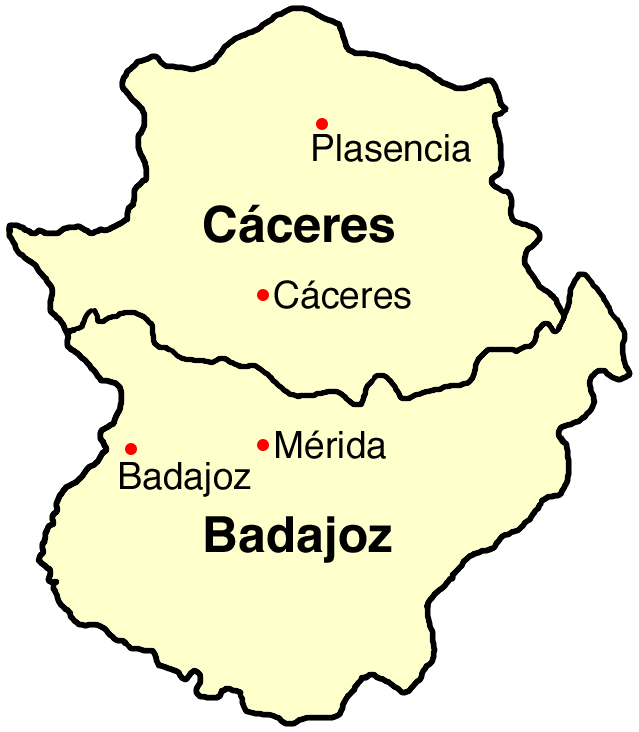
Extremadura tartományai

### Tartományok
Extremadura két tartományra (provincia) osztható: 
- Cáceres tartomány – északon, lakossága (2005): 412 580 fő
- Badajoz tartomány – délen, területe 21 766 km², a legkiterjedtebb tartomány egész Spanyolországban, lakossága (2005): 671 299 fő

### Járások
A tartományok mellett összesen 24 járás (comarca) alkotja Extremadurát:
Badajoz tartomány járásai (11) 
- Alburquerque járás
- Badajoz járás
- Campiña Sur járás
- Don Benito járás
- Jerez de los Caballeros járás
- La Serena járás
- La Siberia járás
- Mérida járás
- Llanos de Olivenza járás
- Tentudía járás
- Tierra de Barros járás

Cáceres tartomány járásai (13) 
- Alagón járás
- Alcántara járás
- Ambroz járás
- Cáceres járás
- Campo Arañuelo járás
- Jerte járás
- La Vera járás
- Las Hurdes járás
- Las Villuercas járás
- Los Ibores járás
- Sierra de Gata járás
- Trujillo járás
- Valencia de Alcántara járás

## Politika
Extremadura elnökei
- 1978–1980: Luis Jacinto Ramallo García (UCD)
- 1980–1982: Manuel Bermejo Hernández (UCD)
- 1982–2007: Juan Carlos Rodríguez Ibarra (PSOE)

## Híres emberek
Tudomány
- Ventura de los Reyes Prósper

Vallás
- Beata María de Jesús
- José Pedro Panto
- Ruy López de Segura

Vizuális művészetek
- Francisco de Zurbarán
- Luis de Morales
- Eugenio Hermoso
- Juan de Ávalos

Irodalom és humanizmus

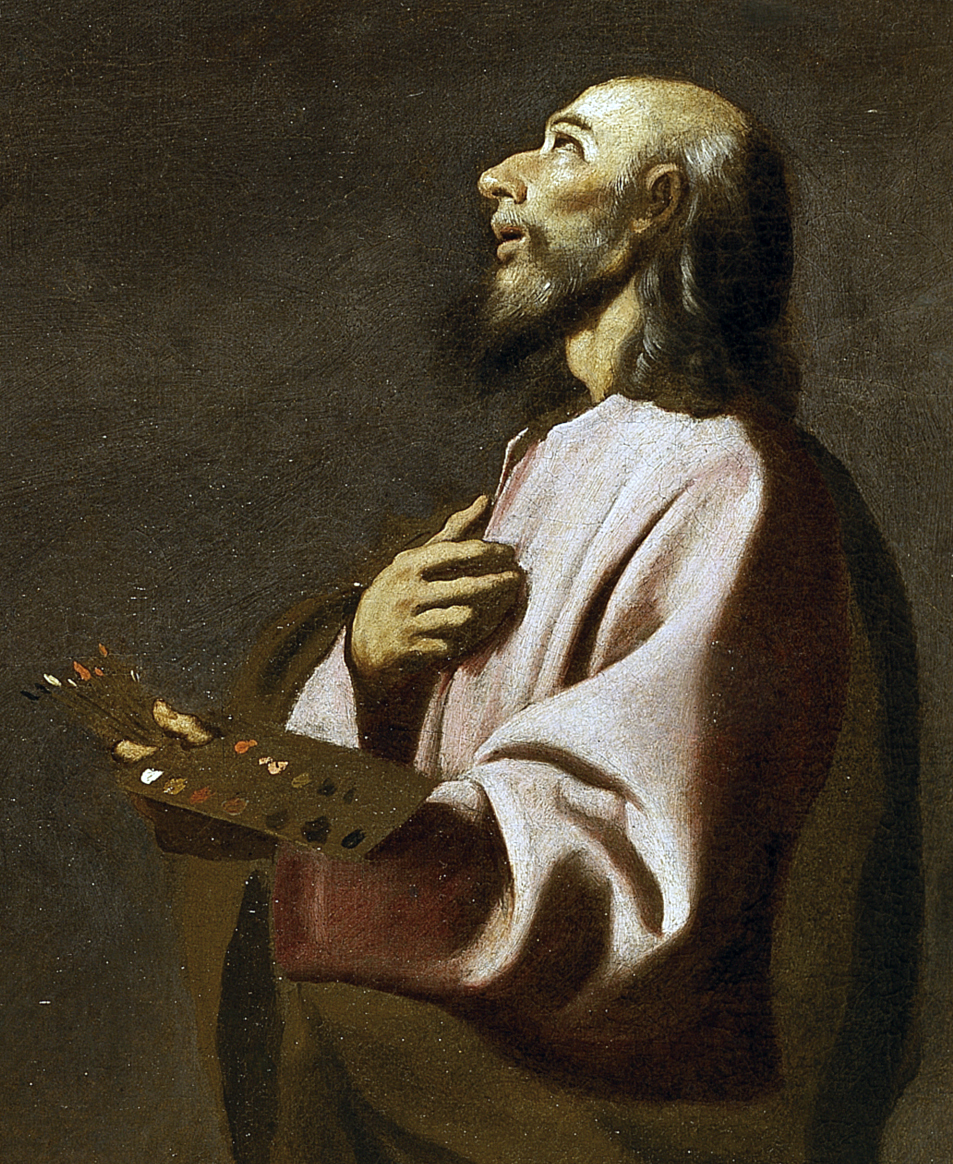
Francisco de Zurbarán

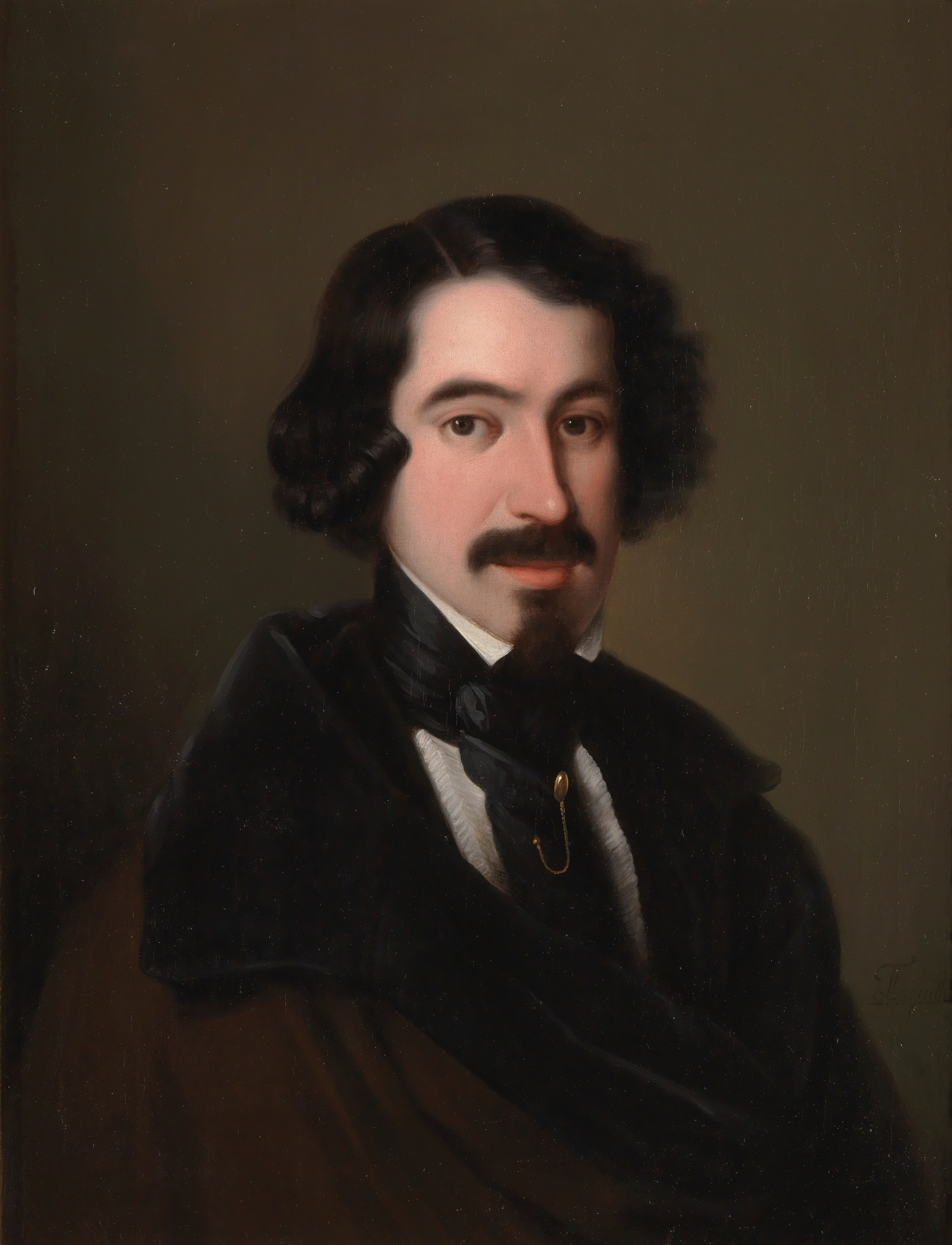
José de Espronceda

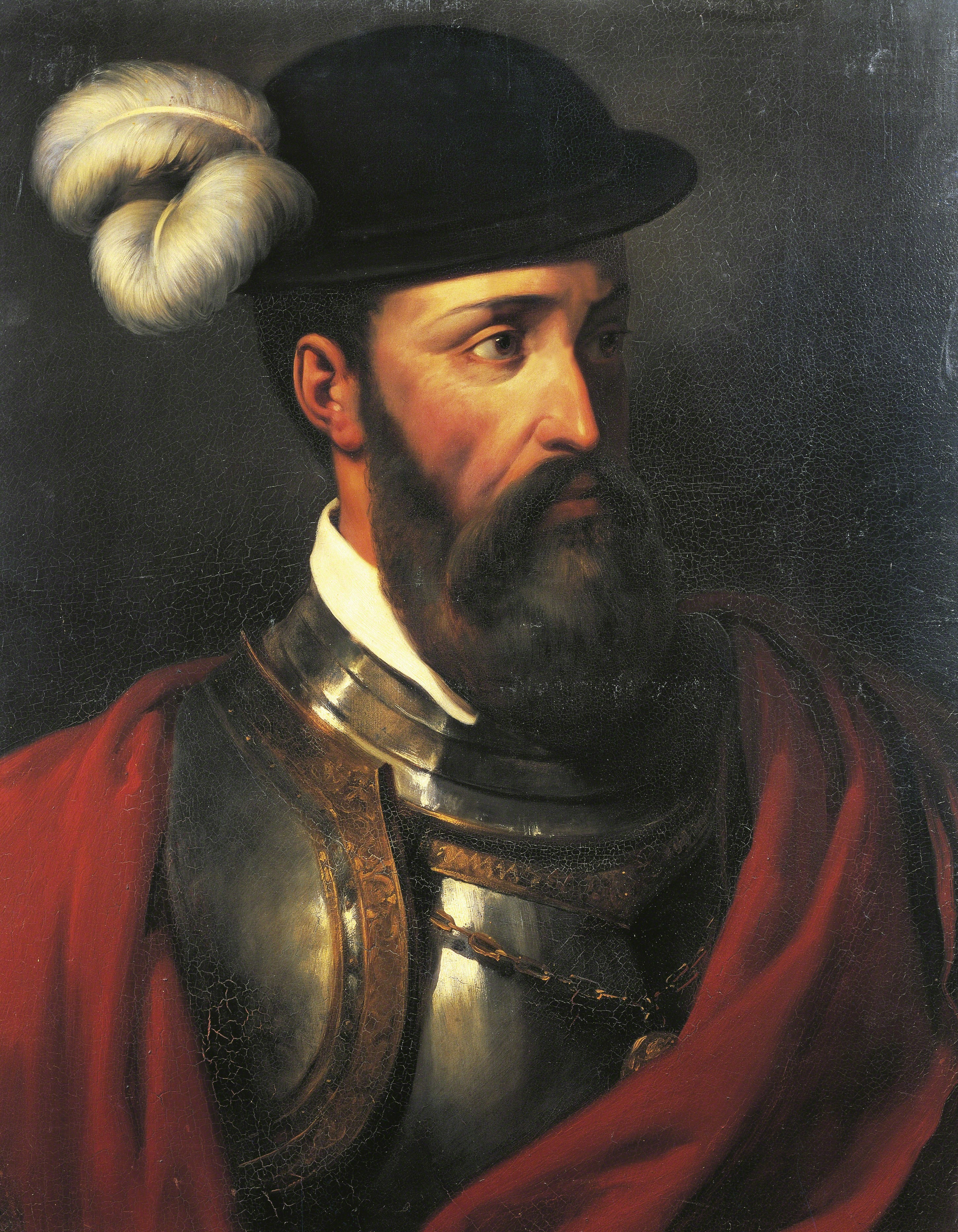
Francisco Pizarro

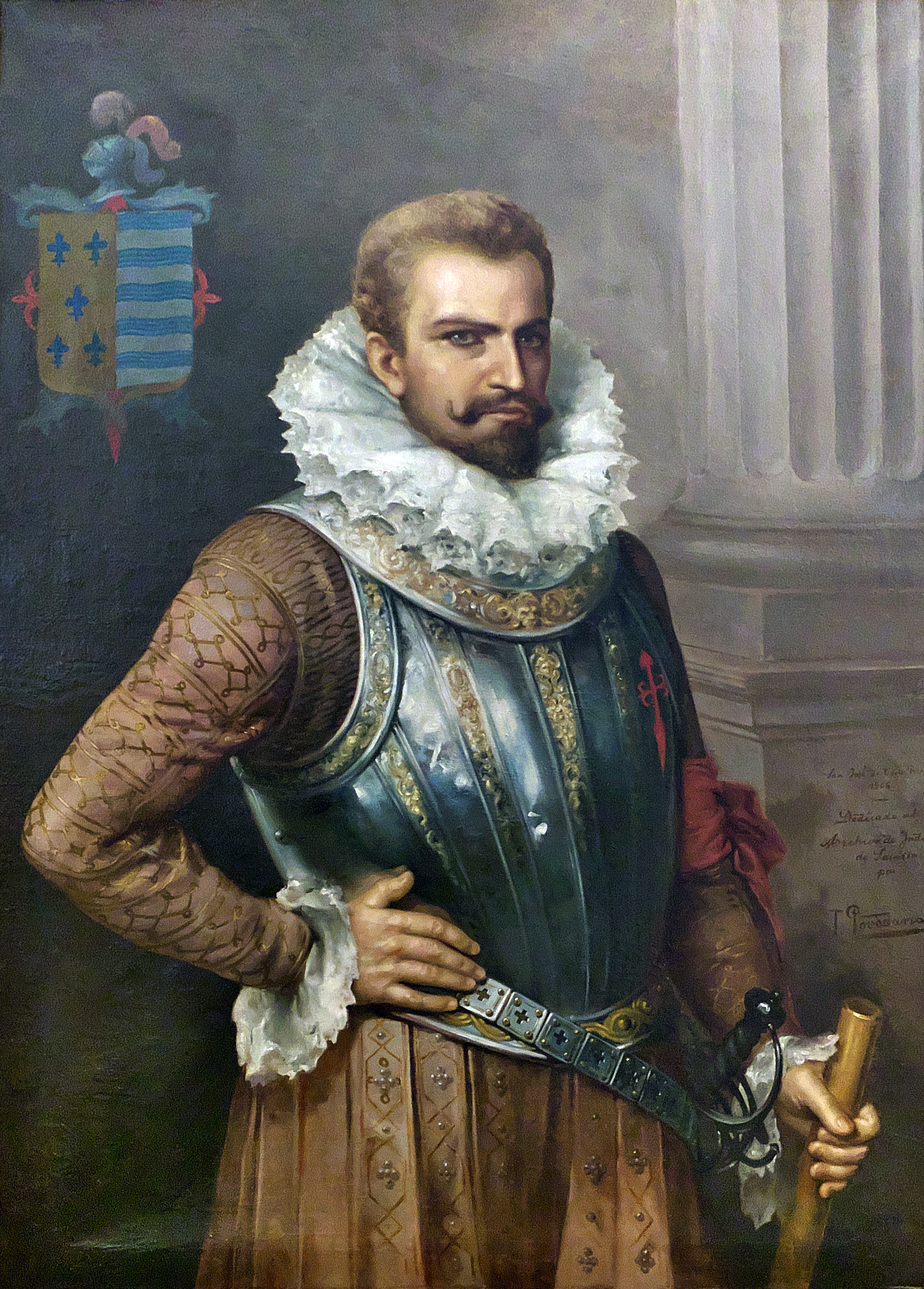
Don Pedro de Alvarado

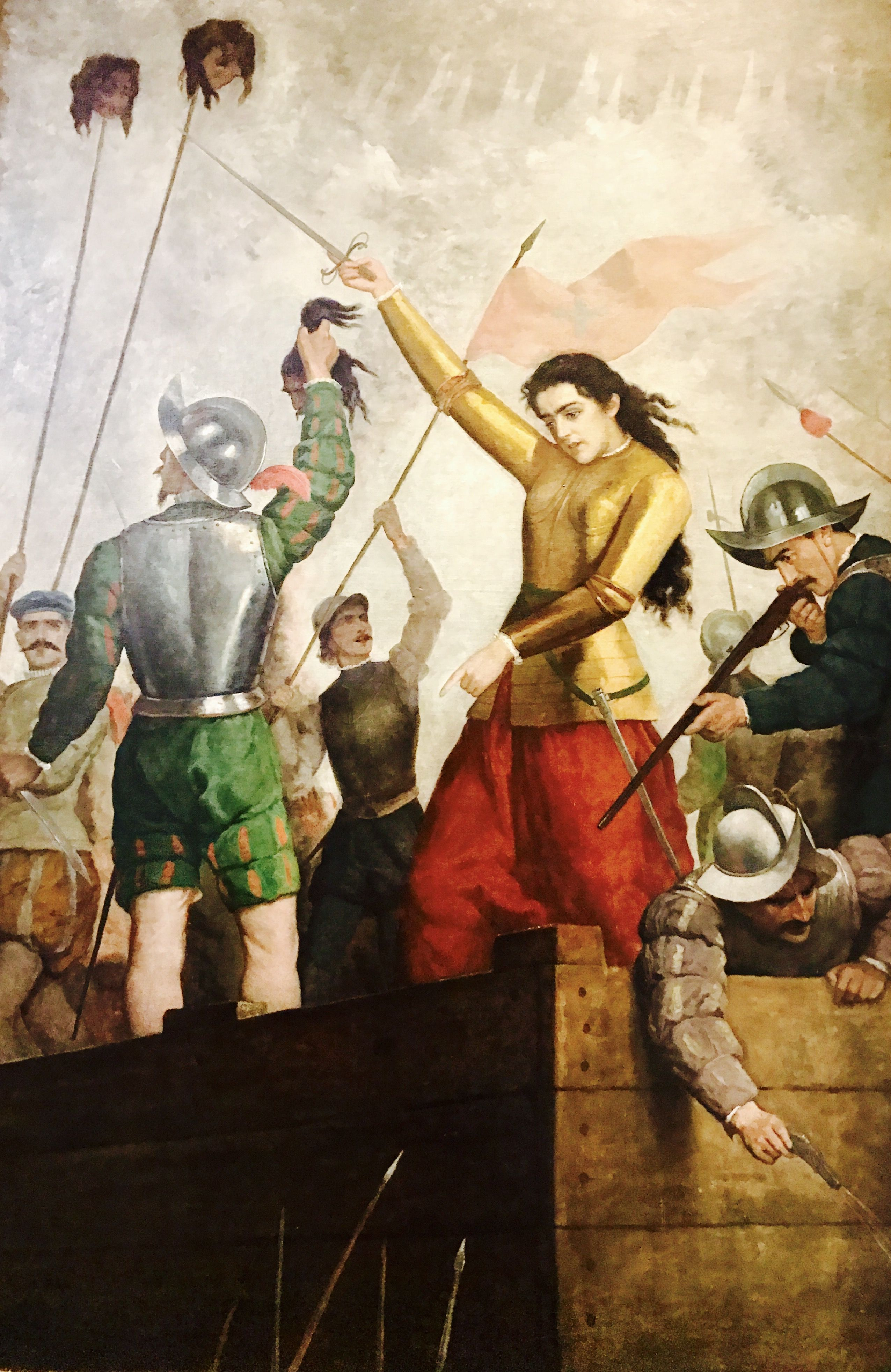
Inés de Suárez

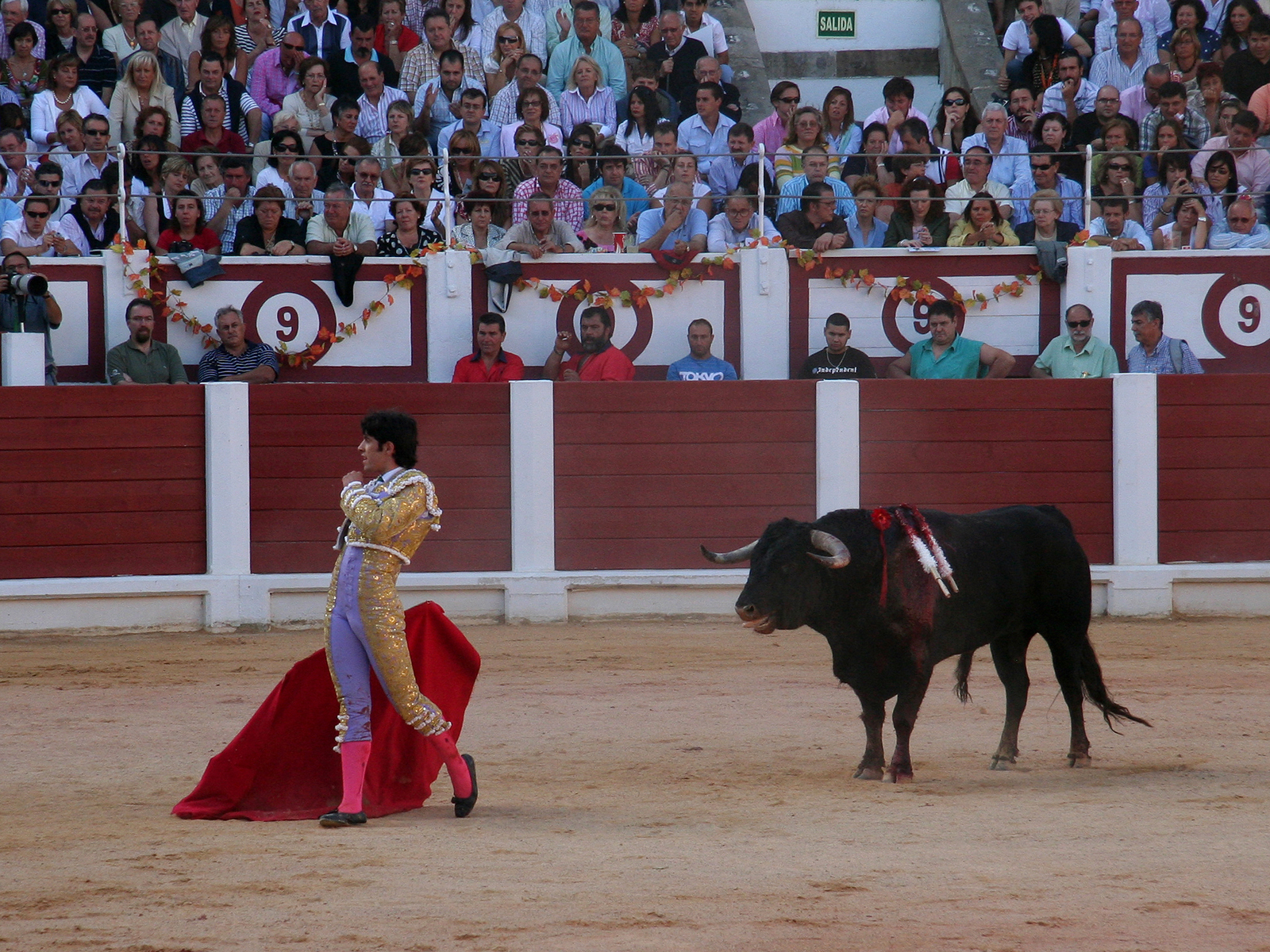
Alejandro Talavante, matador

- Gregorio López de Tovar (Guadalupe, 1496-†1560),
- Francisco Sánchez de las Brozas (Brozas, 1522-†Valladolid, 1600),
- Benito Arias Montano (Fregenal de la Sierra, 1527 - †Sevilla, 1598),
- Vicente Antonio García de la Huerta (Zafra, 1734 - †Madrid, 1787)
- Bartolomé José Gallardo y Blanco (*Campanario, 1776 - Alcoy, Alicante, 1852)
- José de Espronceda (Almendralejo, 1808 – †Madrid, 1842),
- Carolina Coronado (Almendralejo, 1821 - †Lisszabon, 1911),
- Vicente Barrantes (Badajoz, 1829 - †Pozuelo de Alarcón, 1898),
- Felipe Trigo (Villanueva de la Serena, 1864 - † Madrid, 1916),
- José López Prudencio (Badajoz, 1870 - †1949),
- Mario Rosso de Luna (Logrosán, 1872 - †Madrid, 1931),
- José Ramírez López Uría, (Jerez de los Caballeros, 1886 - † 1993),
- Luis Chamizo Trigueros (Guareña, 1894 – † Madrid, 1945),
- José Antonio Gabriel y Galán (Plasencia, 1940 - †Plasencia, 1993),
- Jesús Delgado Valhondo (Mérida, 1909 – † Badajoz, 1993),
- Daniel Arenas Martín (Azuaga, 1945),
- Pureza Canelo (Moraleja, 1946),
- Luis Landero (Alburquerque, 1948),
- Milagros Frías (Jerez de los Caballeros, 1955),
- Dulce Chacón (Zafra, 1954 - † Madrid, 2003),
- Jesús Sánchez Adalid (Don Benito, 1962),
- Jorge Camacho Cordón (Zafra, 1966),
- Lucía González Lavado (Mérida, 1982),
- Víctor Chamorro, (Monroy, 1939),

Zene
- Roberto Iniesta
- Luis Pastor
- Bebe

Előadóművészek, filmszínház, televízió
- Florinda Chico
- Isabel Gemio
- Manuel de Blas

Politika
- Manuel Godoy
- Alberto Oliart
- Saturnino Martín Cerezo
- Juan Donoso Cortés
- Juan Meléndez Valdés
- Gregorio López de Tovar

Felfedezők és konkvisztádorok
- Vasco Núñez de Balboa (Jerez de los Caballeros, 1475, - † Acla, 1519),
- Francisco Pizarro (Trujillo, 1476 - † Lima, 1541),
- Pedro de Alvarado (Badajoz, 1485 - † Guadalajara, 1541),
- Hernán Cortés (Medellín, 1485 – † Castilleja de la Cuesta, 1547),
- Pedro de Valdivia (Villanueva de la Serena, 1497 - † Tucapel, 1553),
- Hernando de Soto (Barcarrota, 1500 - † 1542),
- Inés de Suárez (Plasencia, 1507 - † Chile, 1580),
- Juan Rodríguez Suárez, (Mérida, 1510),
- Francisco de Orellana (Trujillo, 1511 – † 1546),
- Ñuflo de Chaves (Santa Cruz de la Sierra, 1518 - † 1568).

Sport
- José Calderón
- Fernando Morientes Sánchez (Cáceres, 1976)
- Carlos Prieto